# ديبورا بوردمان
ديبورا لين بوردمان (من مواليد 1974) هي قاضية أمريكية تشغل منصب قاضية منطقة المحكمة الجزئية الأمريكية لمنطقة ماريلاند منذ عام 2021، وقبل ذلك كانت قاضية في محكمة الصلح لنفس المنطقة بين عامي 2019 و2021. تُعرف بوردمان بخلفيتها القانونية المتنوعة، وببعض الأحكام الفيدرالية البارزة ذات الأبعاد الدستورية والبيئية والحقوقية.

## نشأتها وتعليمها
وُلِدت بوردمان عام 1974 في سيلفر سبرينج بولاية ماريلاند، ونشأت في فريدريك بولاية ماريلاند. تُوصف بأنها من أصل فلسطيني من جهة والدتها. حصلت على درجة البكالوريوس في الأداب بإمتياز مع مرتبة الشرف من جامعة فيلانوفا في عام 1996. نالت على منحة فولبرايت وعملت باحثة في عمان، الأردن من عام 1996 إلى 1997.
في عام 2000، حصلت على درجة الدكتوراة في القانون من كلية الحقوق بجامعة فيرجينيا، حيث كانت محررة في مجلة Virginia Law Review.

## مسيرتها القانونية
من عام 2000 إلى عام 2001، كانت بوردمان كاتبة قانونية لقاضي المقاطعة الأمريكية جيمس سي كاتشيريس في المحكمة الجزئية الأمريكية للمنطقة الشرقية من فيرجينيا. عملت كشريكة في شركة Hogan & Hartson في واشنطن العاصمة خلال الفترة من (2001-2008)، حيث تم اختيارها لتعمل كشريكة أولى في قسم العمل الخيري. من عام 2008 إلى عام 2019، عملت في مكتب المدافع العام الفيدرالي لمنطقة ماريلاند، بما في ذلك أربع سنوات كمساعد أول للمدافع العام الفيدرالي.

## الخدمة القضائية الفيدرالية

### خدمة قاضي الصلح في الولايات المتحدة
في 23 سبتمبر 2019، تم اختيار بوردمان لتكون قاضيةً في محكمة الصلح بالولايات المتحدة في مقاطعة ماريلاند. تولت منصبها في 25 سبتمبر. انتهت خدمتها كقاضية صلح عندما أدت اليمين كقاضية في محكمة المقاطعة.

### خدمة المحكمة الجزئية
في 30 مارس 2021، أعلن الرئيس جو بايدن عن نيته ترشيح بوردمان لشغل منصب قاضي منطقة الولايات المتحدة في محكمة منطقة الولايات المتحدة لمنطقة ماريلاند، لشغل المقعد الذي أخلاه القاضي ريتشارد د. بينيت، الذي أعلن عن نيته تولي منصب كبير عند تأكيد خليفته. في 19 أبريل، أُرسل ترشيحها إلى مجلس الشيوخ. وفي الثاني عشر من مايو، عقدت جلسة استماع بشأن ترشيحها أمام لجنة القضاء بمجلس الشيوخ. في 10 يونيو، تم الإعلان عن ترشيحها خارج اللجنة بأغلبية 11 صوتًا مقابل 10، مع تصويت السيناتور ليندسي جراهام "بالحضور". في 23 يونيو، قرر مجلس الشيوخ الأمريكي إغلاق باب الترشيح بأغلبية 52 صوتًا مقابل 48 صوتًا. قد تم تأكيد ترشيحها في وقت لاحق من ذلك اليوم بأغلبية 52 صوتًا مقابل 48 صوتًا. حصلت على تكليفها القضائي في 25 يونيو، وأدت اليمين الدستورية في 1 يوليو 2021.

### أحكام بارزة
في 24 أغسطس 2023، رفض بوردمان طلبًا للحصول على أمر قضائي أولي يهدف إلى إعادة العمل بسياسة مجلس مدرسة مقاطعة مونتغومري التي سمحت للآباء بإبعاد أطفالهم عن الدروس التي تتضمن كتبًا تعرض شخصيات LGBTQ. ادعى المدعون أن التعرض لهذه الكتب يتناقض مع "معتقداتهم الدينية الصادقة حول الزواج والجنس البشري والجنس" وأن عدم وجود سياسة عدم المشاركة ينتهك حق أطفالهم المنصوص عليه في التعديل الأول في ممارسة الدين بحرية. استنتجت بوردمان أن "مجرد التعرض في المدارس العامة لأفكار تتعارض مع المعتقدات الدينية لا يثقل كاهل الممارسة الدينية للطلاب أو الآباء". قد أكدت الدائرة الرابعة قرارها بتصويت 2-1 في 14 مايو 2024. القضية معلقة أمام المحكمة العليا بعد أن منحت المحكمة أمرا بالإحالة في 17 يناير 2025.
في 19 أغسطس 2024، حكمت المحكمة العليا في بوردمان لصالح الجماعات البيئية، بما في ذلك نادي سييرا، الذي طعن في رأي بيولوجي أصدرته هيئة مصايد الأسماك البحرية الوطنية في عام 2020 في عهد إدارة ترامب. وجدت أن الوكالة انتهكت قانون الأنواع المهددة بالانقراض وقانون الإجراءات الإدارية من خلال التقليل من تقدير المخاطر والفشل في تنفيذ تدابير التخفيف الكافية لتأثيرات الانسكابات النفطية في خليج المكسيك على الأنواع المحمية، بما في ذلك حوت رايس. وقد استنكرت العديد من شركات النفط والغاز هذا القرار، حيث كان من المقرر أن يضطروا إلى وقف جميع العمليات في خليج المكسيك.
في 5 فبراير 2025، أصبحت بوردمان أول قاضية منطقة في البلاد يمنح أمرًا قضائيًا أوليًا، يمنع الأمر التنفيذي 14160 للرئيس ترامب - والذي يهدف إلى إنهاء حق المواطنة بالولادة في الولايات المتحدة - من الدخول حيز التنفيذ في 19 فبراير. قد تم رفع هذه القضية من قبل خمس نساء حوامل غير موثقات ومنظمتين لحقوق المهاجرين. وفي اليوم التالي، أصدر القاضي جون سي. كوهينور أمرًا قضائيًا أوليًا مماثلًا في قضية رفعتها ولاية واشنطن تتحدى نفس الأمر التنفيذي.